# Eustomias furcifer
Eustomias furcifer es una especie de pez de la familia Stomiidae en el orden de los Stomiiformes.

## Morfología
• Los machos pueden llegar alcanzar los 20,7 cm de longitud total.

## Hábitat
Es un pez de mar y de aguas  tropicales.

## Distribución geográfica
Se encuentra en el  Atlántico oriental (13 ° S 9 ° W), el  Atlántico occidental (Bermuda y Brasil), el Índico y el Pacífico.